# Beat Hefti
Beat Hefti (Herisau, 3 de febrero de 1978) es un deportista suizo que compitió en bobsleigh en las modalidades doble y cuádruple.
Participó en cuatro Juegos Olímpicos de Invierno, entre los años 2002 y 2014, obteniendo en total cuatro medallas, bronce en Salt Lake City 2002 (prueba doble junto con Martin Annen), dos bronces en Turín 2006 (en doble con Martin Annen y en cuádruple con Martin Annen, Thomas Lamparter y Cédric Grand) y oro en Sochi 2014 (doble con Alex Baumann).
Ganó seis medallas en el Campeonato Mundial de Bobsleigh entre los años 1999 y 2016, y quince medallas en el Campeonato Europeo de Bobsleigh entre los años 1999 y 2016.

## Palmarés internacional
| Juegos Olímpicos   | Juegos Olímpicos                | Juegos Olímpicos  | Juegos Olímpicos |
| Año                | Lugar                           | Medalla           | Prueba           |
| ------------------ | ------------------------------- | ----------------- | ---------------- |
| 2002               | Salt Lake City (Estados Unidos) | Medalla de bronce | Doble            |
| 2006               | Turín (Italia)                  | Medalla de bronce | Doble            |
| 2006               | Turín (Italia)                  | Medalla de bronce | Cuádruple        |
| 2014               | Sochi (Rusia)                   | Medalla de oro    | Doble            |
| Campeonato Mundial |                                 |                   |                  |
| Año                | Lugar                           | Medalla           | Prueba           |
| 1999               | Cortina d'Ampezzo (Italia)      | Medalla de plata  | Cuádruple        |
| 2001               | Sankt Moritz (Suiza)            | Medalla de bronce | Doble            |
| 2005               | Calgary (Canadá)                | Medalla de bronce | Doble            |
| 2007               | Sankt Moritz (Suiza)            | Medalla de oro    | Cuádruple        |
| 2013               | Sankt Moritz (Suiza)            | Medalla de plata  | Doble            |
| 2016               | Igls (Austria)                  | Medalla de bronce | Doble            |
| Campeonato Europeo |                                 |                   |                  |
| Año                | Lugar                           | Medalla           | Prueba           |
| 1999               | Winterberg (Alemania)           | Medalla de plata  | Cuádruple        |
| 2002               | Cortina d'Ampezzo (Italia)      | Medalla de bronce | Doble            |
| 2003               | Winterberg (Alemania)           | Medalla de bronce | Doble            |
| 2004               | Sankt Moritz (Suiza)            | Medalla de plata  | Cuádruple        |
| 2005               | Altenberg (Alemania)            | Medalla de bronce | Doble            |
| 2006               | Sankt Moritz (Suiza)            | Medalla de oro    | Cuádruple        |
| 2006               | Sankt Moritz (Suiza)            | Medalla de bronce | Doble            |
| 2009               | Sankt Moritz (Suiza)            | Medalla de plata  | Doble            |
| 2010               | Igls (Austria)                  | Medalla de oro    | Doble            |
| 2012               | Altenberg (Alemania)            | Medalla de bronce | Doble            |
| 2013               | Igls (Austria)                  | Medalla de oro    | Doble            |
| 2013               | Igls (Austria)                  | Medalla de plata  | Cuádruple        |
| 2014               | Königssee (Alemania)            | Medalla de oro    | Doble            |
| 2014               | Königssee (Alemania)            | Medalla de oro    | Cuádruple        |
| 2016               | Sankt Moritz (Suiza)            | Medalla de oro    | Doble            |